# 전시 (진)
전시(田市, ? ~ 기원전 206년)는 진나라 말기의 인물이며, 제왕 전담의 아들로 제왕을 지냈다.

## 사적
아버지 전담이 종제 전영, 전횡과 함께 진나라 말기의 혼란을 틈타 제나라를 재건했으나, 이세황제 2년(기원전 208년) 6월에 진나라 장수 장한에게 패사하자 본국에서는 전국시대 마지막 제나라 왕인 제왕 건의 아우 전가를 왕으로 세웠다. 전영이 이에 불복하여 제나라를 습격하고 전가를 쫓아내면서, 전시는 전영에게 옹립되어 제나라 왕이 되었다. 그러나 전시는 허수아비로, 실권은 전영에게 있었다.
전영은 초나라를 돕지 않고 진나라를 멸하는 데에도 함께하지 않았으므로, 기원전 206년에 진나라가 망하고 항우가 실시한 제후 봉건에서 전시는 제나라 왕에서 밀려나 교동나라 왕으로 봉해졌다. 서울은 옛 진나라 시절 교동군의 치소인 즉묵에 두었다. 전영은 이 분봉에 불복해 새로이 제나라 왕이 된 전도를 쫓아내고 전시를 교동으로 옮겨가지 못하게 했으나, 전시와 그 측근들은 항우를 두려워하여 교동으로 옮겨가고자 했고, 이 때문에 전영에게 살해되었다. 전영은 이후 제북까지 아우르고 스스로 제왕이 되었다.